# Collegio di Cardiff East
Cardiff East è un collegio elettorale gallese, rappresentato alla Camera dei Comuni del Parlamento del Regno Unito. Elegge un membro del Parlamento con il sistema first-past-the-post, ossia maggioritario a turno unico; l'attuale parlamentare è Jo Stevens del Partito Laburista, che rappresenta il collegio dal 2024.

## Estensione
Il collegio è costituito dai seguenti ward della città di Cardiff: Adamsdown, Cyncoed, Pentwyn, Penylan, Plasnewydd, Llanrumney, Rumney e Trowbridge.

## Membri del parlamento
| Elezione | Elezione | Deputato   | Partito   |
| -------- | -------- | ---------- | --------- |
|          | 2024     | Jo Stevens | Laburista |

## Risultati elettorali

### Elezioni negli anni 2020
| Partito                    | Partito                                      | Candidato                  | Risultati 4 luglio 2024 | Risultati 4 luglio 2024 |
| Partito                    | Partito                                      | Candidato                  | Voti                    | %                       |
| -------------------------- | -------------------------------------------- | -------------------------- | ----------------------- | ----------------------- |
|                            | Laburista                                    | Jo Stevens                 | 15 833                  | 40,47                   |
|                            | Lib Dem                                      | Rodney Berman              | 6 736                   | 17,22                   |
|                            | Reform UK                                    | Lee Canning                | 4 980                   | 12,73                   |
|                            | Verde                                        | Sam Coates                 | 3 916                   | 10,01                   |
|                            | Conservatore                                 | Beatrice Brandon           | 3 913                   | 10,00                   |
|                            | Plaid Cymru                                  | Cadewyn Eleri Skelley      | 3 550                   | 9,07                    |
|                            | TUSC                                         | John Aaron Williams        | 195                     | 0,50                    |
|                            |                                              |                            |                         |                         |
| Iscritti                   | Iscritti                                     | Iscritti                   | 72 873                  | 100,00                  |
| ↳ Votanti (% su iscritti)  | ↳ Votanti (% su iscritti)                    | ↳ Votanti (% su iscritti)  | 39 123                  | 53,69                   |
| ↳ Astenuti (% su iscritti) | ↳ Astenuti (% su iscritti)                   | ↳ Astenuti (% su iscritti) | 33 750                  | 46,31                   |
|                            |                                              |                            |                         |                         |
|                            | Esito: collegio a Laburista (nuovo collegio) |                            |                         |                         |